# Ádánd
Ádánd is een plaats (község) en gemeente in het Hongaarse comitaat Somogy. Ádánd telt 2416 inwoners (2001).